# Сохор, Антонин
Антонин Сохор (1914—1950) — участник Великой Отечественной войны, командир роты автоматчиков 1-го пехотного батальона 1-й отдельной чехословацкой пехотной бригады в составе 51-го стрелкового корпуса 38-й армии 1-го Украинского фронта, Герой Советского Союза, поручик.

## Биография
Родился 16 июля 1914 года в немецком городке Логберг, в район Дортмунда, в семье чешского шахтёра, выехавшего в Германию на заработки. В 1918 году семья вернулась в Чехословакию. С 1936 года служил в чехословацкой армии. Когда его родина была оккупирована гитлеровскими войсками, вместе с другими соратниками в 1939 году эмигрировал в Польшу и затем, с началом 2-й мировой войны, в сентябре 1939 года в составе чехословацкой воинской части перешёл в Советский Союз.
Был в числе первых, кто в феврале 1942 года вступил в 1-й отдельный чехословацкий батальон, сформированный из чехословацких добровольцев под командованием полковника Людвика Свободы в городе Бузулуке Оренбургской области.
В марте 1943 года командир взвода автоматчиков поручик А. Сохор принял боевое крещение в первом бою чехословацкого батальона против немецко-фашистских войск у села Соколова Змиёвского района Харьковской области.
Особо отличился в боях за столицу советской Украины — город Киев. 5 ноября 1943 года, когда 1-я отдельная чехословацкая пехотная бригада начала наступление на Киев, поручик Антонин Сохор командовал ротой автоматчиков, которая, как танковый десант, действовала в авангарде бригады. Преодолевая сопротивление противника, рота Сохора содействовала захвату подготовленного к взрыву моста на Житомирском шоссе и выходу к ближней окраине Киева со стороны хутора Сырец.
Указом Президиума Верховного Совета СССР от 21 декабря 1943 года за умелое командование ротой и проявленные героизм и отвагу гражданину Чехословакии поручику Сохору Антонину присвоено звание Героя Советского Союза с вручением ордена Ленина и медали «Золотая Звезда» (№ 2854).
В 1944—1945 годах участвовал в боях под Белой Церковью, Жашковом. А когда весной 1944 года был создан 1-й Чехословацкий армейский корпус, — принимал в его составе участие в Карпатско-Дуклинской операции войск 1-го Украинского фронта, сражался в Словакии и Моравии до полного освобождения Чехословакии от немецко-фашистских оккупантов.
Подполковник Антонин Сохор трагически погиб в автомобильной катастрофе 16 августа 1950 года.

## Награды

### Чехословакия
- Четыре чехословацких военных креста 1939—1945 годов;
- золотая медаль ордена Белого льва «За победу»;
- орден Словацкого национального восстания 1 степени;
- две медали «За храбрость перед врагом»;
- медаль «За заслуги» 2 степени;
- Соколовская памятная медаль;
- Дукельская памятная медаль;
- военная памятная медаль 1939-1945 с планкой «СССР».

### СССР
- Медаль «Золотая Звезда»;
- орден Ленина;
- орден Красного Знамени;
- медаль «За Победу над Германией в Великой Отечественной войне 1941—1945 гг.»;
- медаль «За освобождение Праги».

### Польша
- Орден «Virtuti Militari» 5 степени.

### Румыния
- Орден Звезды Румынии, с мечами на военной ленте;
- орден Республики.

### Югославия
- Орден «За службу народу» 1 степени (Югославия).вы люди.

## Память
Имя Героя носят улицы в городах Бузулуке и Харькове.